# Ófeigur Sigurðsson
Ófeigur Sigurðsson (* 2. November 1975 in Reykjavík) ist ein isländischer Autor.

## Leben
Ófeigur arbeitete in unterschiedlichen Bereichen; 2007 wurde er mit einer Arbeit über Georges Bataille Bachelor der philosophischen Fakultät der Universität Island. Neben seiner eigenen schriftstellerischen Arbeit war er auch als Übersetzer literarischer Werke und Verfasser von Radiobeiträgen über andere Autoren tätig.

## Werk
Ófeigur Sigurðsson veröffentlichte Gedichtbände und Romane.
Gedichtbände
- Skál fyrir skammdeginu (dt. etwa "Ein Prost auf die dunklen Tage des Jahres"[2]), Nykur: 2001
- Handlöngun. Nýhil: 2003
- Roði. Nýhil: 2006
- Provence í endursýningu. Apaflasa: 2008
- Tvítólaveizlan. Nýhil: 2008
- Biscayne Blvd. Apaflasa: 2009

Romane
- Áferð (dt. wörtlich "Struktur"[2]). Bjartur: 2005
- Skáldsaga um Jón og hans rituðu bréf til barnshafandi konu sinnar þá hann dvaldi í helli yfir vetur og undirbjó komu hennar og nýrra tíma. Mál og menning: 2010
- Öræfi (2014), ISBN 978-1941920671

## Auszeichnungen
- 2011: Literaturpreis der Europäischen Union für den historischen Roman Skáldsaga um Jón (dt. „Roman über Jón“) über den Priester Jón Steingrímsson.[3]
- 2014: Isländischer Literaturpreis für den Roman Öræfi ("Einöde").